# Waldbrunn (Bade-Wurtemberg)
Pour les articles homonymes, voir Waldbrunn.
Waldbrunn est une commune de Bade-Wurtemberg (Allemagne), située dans l'arrondissement de Neckar-Odenwald, dans l'aire urbaine Rhin-Neckar, dans le district de Karlsruhe.